# Nowy Kleparz
Nowy Kleparz – trójkątny plac targowy w Krakowie położony w dzielnicy I Stare Miasto, na Kleparzu, pomiędzy ulicą Długą i aleją Juliusza Słowackiego. Jest też ważnym węzłem przesiadkowym dla autobusów i tramwajów.
Ukształtowany około 1320 roku jako plac targowy przy drodze biegnącej z Krakowa na północ. Jego położenie potwierdziła lokacja miasta Kleparza. W XVI i XVII wieku był nazywany „portem lądowym ziemi krakowskiej” ze względu na odbywające się tu co tydzień targi zboża. Jego znaczenie wzrosło w XIX wieku, po rozszerzeniu granic miasta na północ. W 1951 roku został przemianowany na plac Nowy Kleparz.
Obecnie na placu znajduje się targowisko w zarządzie Spółki Kupieckiej „Nowy Kleparz” i jego powierzchnia jest zabudowana typową architekturą targową (kramy itp.).
Na południowym krańcu placu stoi statua Matki Bożej.
W sąsiedztwie placu znajdują się przystanki autobusowe i tramwajowe oraz dworzec autobusowy z pętlą. Stanowią one jeden z ważniejszych węzłów przesiadkowych na północy Krakowa. Pętla powstała w 1961 roku na miejscu starego placu handlowego.

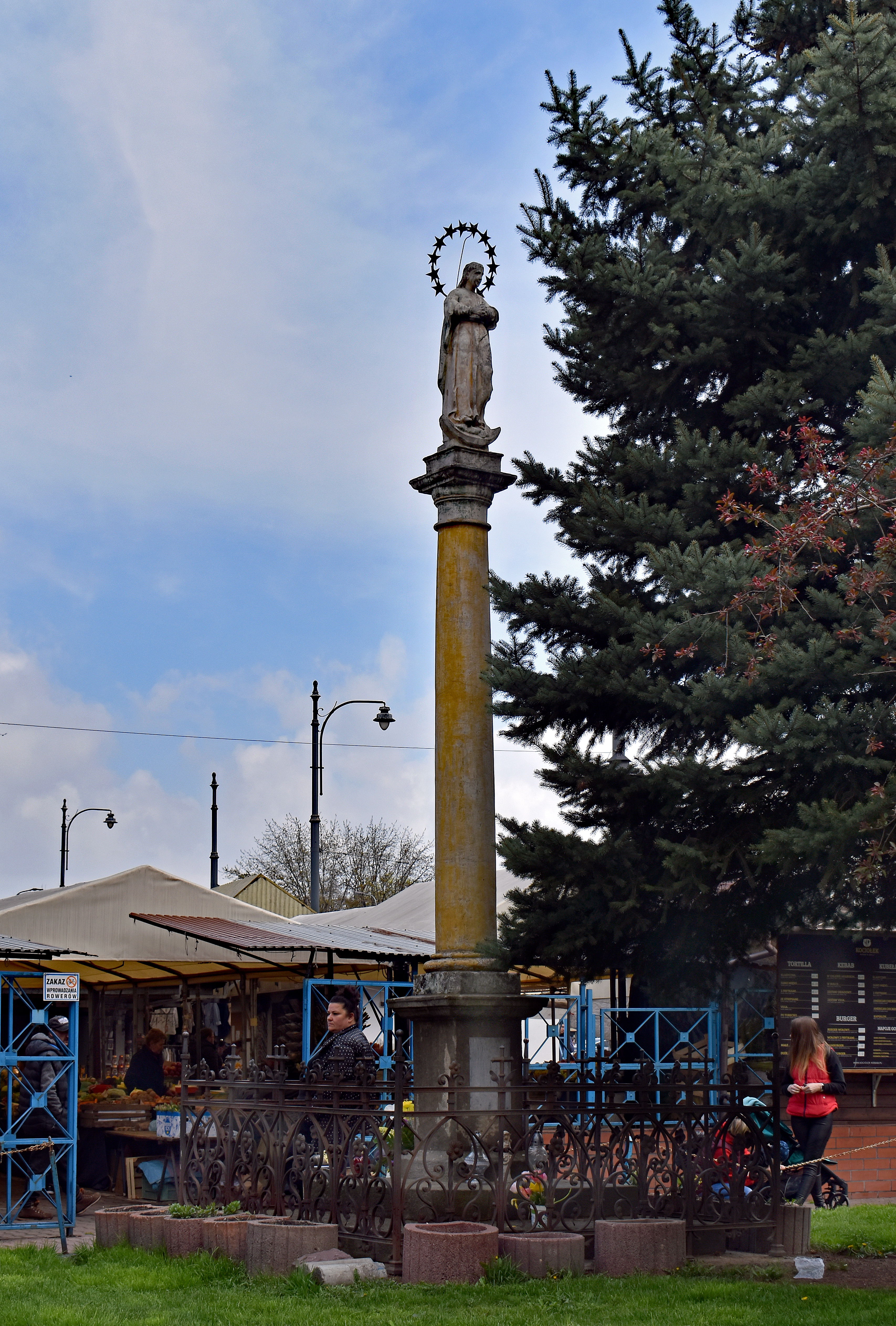
Kolumna maryjna
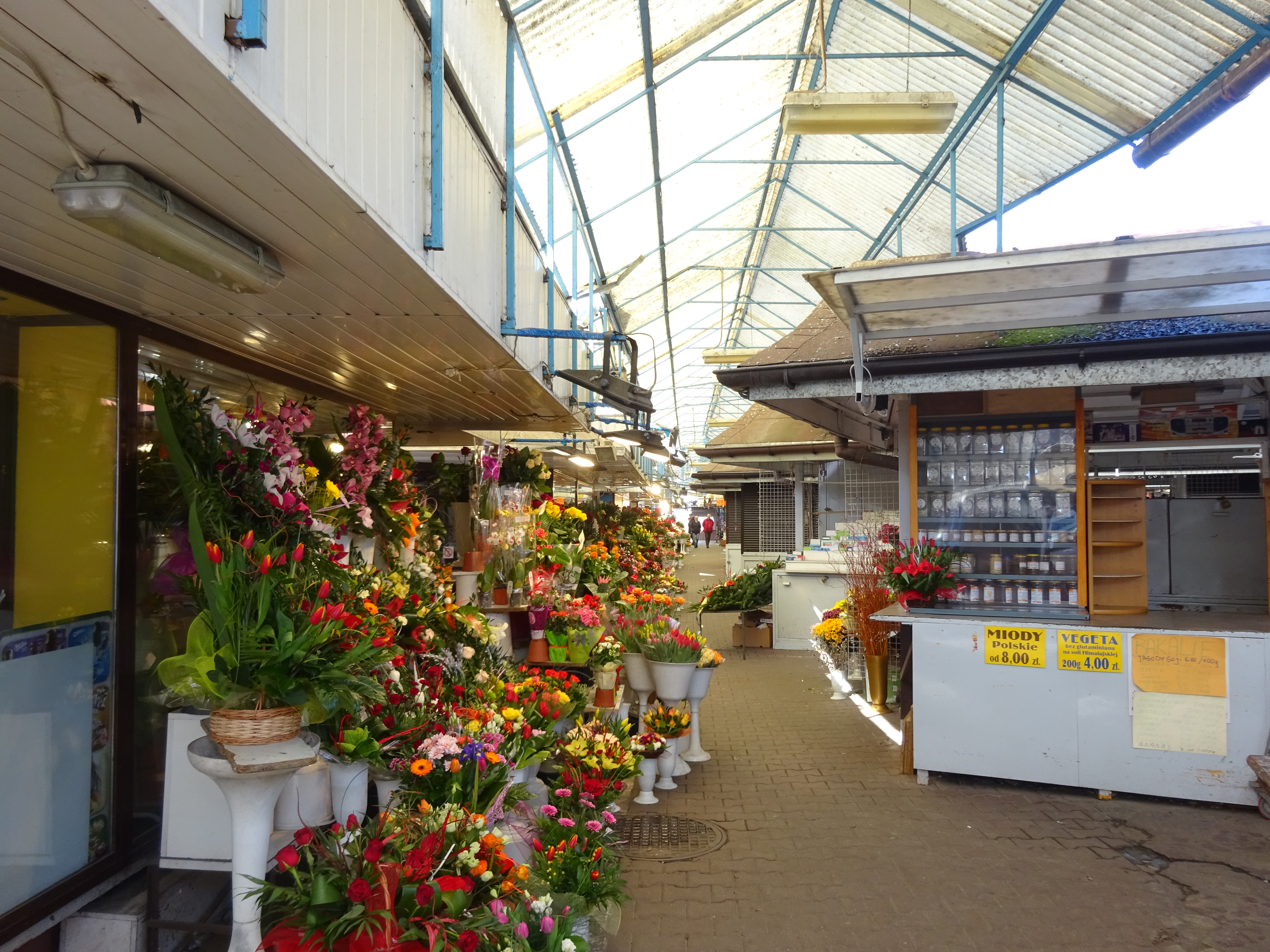
Wnętrze stoisk na Nowym Kleparzu (kwiaciarnie)